# Lưu Nhân Chú
Lưu Nhân Chú (chữ Hán: 劉仁澍, ?-1433), hay Lê Nhân Chú, là công thần khai quốc nhà Lê sơ trong lịch sử Việt Nam, người xã An Thuận Thượng, Đại Từ, Thái Nguyên, Đại Việt
Lưu Nhân Chú tham gia hội thề Lũng Nhai (1416), tham dự khởi nghĩa Lam Sơn từ buổi ban đầu. Ông tham gia các trận đánh ở ải Khả Lưu, trận thành Tây Đô, chiến dịch Chi Lăng Xương Giang, lập nhiều công lao. Sau khi chiến thắng quân Minh, ông được vua Lê Thái Tổ phong chức Tể tướng, đứng đầu hàng võ, kiêm coi chính sự nhà nước. Năm 1433, ông bị Đại tư đồ Lê Sát đầu độc chết.

## Tiểu sử
Lưu Nhân Chú thời trẻ nhà nghèo, làm nghề buôn bán. Trong một đêm ông nằm ngủ trọ ở đền thờ thần, nằm mộng được điềm tốt. Sau đó ông vào Lam Sơn, theo Lê Lợi, được làm Thứ thủ ở vệ kỵ binh (?) trong quân Thiết đột.
Theo Đại việt Sử ký toàn thư, ông là anh cùng mẹ của Trịnh Khắc Phục, tức là cháu gọi Thái Tổ bằng cậu [https://quangduc.com/images/file/GexwL37d1AgQAJZX/dai-viet-su-ky-toan-thu-le-van-huu-phan-phu-tien-ngo-si-lien.pdf]
Năm 1416, ông ở trong số 18 người cùng dự Hội thề Lũng Nhai với Lê Lợi, thề cùng nhau đánh đuổi quân Minh xâm lược.

## Tham gia khởi nghĩa Lam Sơn
Những ngày đầu khởi nghĩa Lam Sơn, ông theo Lê Lợi chiến đấu vùng núi Chí Linh, xông pha tên đạn, ra vào trận mạc trải qua nhiều gian khổ.
Năm 1424, trong trận đánh ở ải Khả Lưu, ông dũng cảm xông lên trước hãm trận, thu được toàn thắng, nổi tiếng một thời.
Năm 1425, ông cùng các tướng Đinh Lễ, Lê Sát, Lê Triện đánh úp phá quân Minh ở thành Tây Đô, được phong chức Thông hầu.
Mùa thu năm 1426, Lê Lợi đang vây thành Nghệ An, sai Lưu Nhân Chú cùng các tướng Bùi Bị, Lê Sát, Lê Khuyển, Lê Nanh mang 2000 quân ra lộ Trường Yên, Thiên Trường, Tân Hưng, Kiến Xương để chặn đường về của quân Minh do Phương Chính, Lý An chỉ huy, khi cánh quân định bỏ Nghệ An đưa quân về cứu Đông Đô.
Khi chiếm được các đất Trường Yên, Thiên Trường, Tân Hưng, Kiến Xương ông cùng hội quân với Bùi Bị, Lê Bồi, Lê Vị Tẩu tiến sang địa giới các lộ Khoái Châu, Lạng Giang, Bắc Giang lược định các châu huyện để chặn viện binh của quân Minh từ Khâu Ôn tiến sang.
Tháng 3 năm 1427, ông được phong chức Hành quân đô đốc tổng quản, Nhập nội đại tư mã, lĩnh 4 vệ Tiền, Hậu, Tả, Hữu, kiêm coi việc quân Tân vệ. Tới tháng 6 năm đó ông được phong chức Tư không.
Lê Lợi dặn ông rằng: "Chức tước đã cao thì sớm hôm phải chăm chỉ, không nên trễ nãi, biếng nhác, khiến uổng phí cả công lao". Nói rồi, liền ban cho ông một cái tán (Đại Việt thông sử, Chư thần truyện).
Mùa thu năm 1427, tướng nhà Minh là Liễu Thăng mang 10 vạn quân kéo sang giải vây cho Vương Thông. Lưu Nhân Chú được lệnh cùng Lê Sát mang 1 vạn quân, 5 thớt voi đực lên trước ải Chi Lăng để đợi. Ông cùng hợp mưu với Lê Sát, sai Trần Lựu giả thua để nhử Liễu Thăng ở Chi Lăng rồi tung quân mai phục ra đánh úp. Kết quả quân Lam Sơn chém được Liễu Thăng ở núi Mã Yên, sau đó lại chém Bảo định bá Lương Minh tại trận. Hai tướng Minh còn lại là Hoàng Phúc và Thôi Tụ cố tiến, Lưu Nhân Chú và Lê Sát chặn đánh, giết được 2 vạn người.
Sau đó, khi Phúc và Tụ kéo tới Xương Giang mới biết thành này đã bị quân Lam Sơn hạ, phải đóng quân giữa đồng không. Lê Lợi sai Lê Lý cùng Lê Văn An, Lê Khôi mang quân tới tiếp ứng cho Lưu Nhân Chú tổng tiến công quân Minh ở Xương Giang, giết và bắt sống toàn bộ quân địch. Tướng Hoàng Phúc cũng bị bắt.
Mộc Thạnh cầm một cánh quân viện binh khác, nghe tin Liễu Thăng bại trận nên bỏ chạy về. Vương Thông bị vây ngặt ở Đông Quan không còn quân cứu ứng phải xin giảng hoà để rút về nước.
Để giữ đúng lời ước, Lê Lợi và Vương Thông bằng lòng đổi con tin. Thông cử hai tướng Sơn Thọ, Mã Kỳ sang bên quân Lam Sơn còn Lê Lợi sai con cả là Lê Tư Tề cùng Lưu Nhân Chú vào thành Đông Quan.
Ngày 22 tháng 11 năm Đinh Mùi, tức 10 tháng 12 năm 1427, Lưu Nhân Chú theo Lê Lợi và 13 tướng lĩnh tham gia Hội thề Đông Quan với tướng Vương Thông nhà Minh. Quân Minh cam kết rút về nước.

## Phong thưởng
Sau hội thề Đông Quan, quân Minh rút về nước. Lê Lợi lên ngôi vua, tức là Lê Thái Tổ, Lưu Nhân Chú được họ vua thành Lê Nhân Chú và được phong làm Suy trung Tán trị Hiệp mưu Dương vũ công thần, nhập nội kiểm hiệu, Bình chương quân quốc trọng sự, đứng đầu hàng võ trong triều đình, kiêm coi chính sự nhà nước.
Vua Lê Thái Tổ ban bài chế cho ông:
| “                                               | Trẫm nghĩ:vua tôi một thể, chân tay giỏi thì đầu được tôn. Giúp đỡ có người, rường cột chắc thì nhà mới vững. Người là người phò tá có tài, là bề tôi tận trung của nước. Nên trẫm cho vinh hạnh ở ngôi Tể tướng, và vẫn giữ trách nhiệm coi nắm binh quyền. Nay ban cho tờ chiếu chỉ; để nêu rõ bậc quan sang. | ” |
| — Đại Việt thông sử, Nhân vật chí, Lưu Nhân Chú | |   |

Tháng 5 năm 1429, Lê Thái Tổ sai khắc biển công thần, Lưu Nhân Chú được phong làm Á thượng hầu, tên đứng hàng thứ 5.

## Tham dự triều chính
Vua Lê Thái Tổ phong con trưởng Lê Tư Tề làm Quốc vương và con thứ Nguyên Long làm Hoàng Thái tử. Lưu Nhân Chú là một trong 7 vị đại thần mang kim sách phong cho 2 người.
Năm 1431, ông được chuyển làm nhập nội tư khấu.
Năm 1433, Lê Thái Tổ mất, Lê Thái Tông lên thay còn nhỏ, Tư đồ Lê Sát làm phụ chính. Lê Sát ghen ghét ông, ngầm sai người đánh thuốc độc giết hại ông.
Năm 1437, Lê Thái Tông khôn lớn, tự mình cầm quyền, biết được nỗi oan của ông, đã trị tội giết chết Lê Sát.
Năm 1484, Lê Thánh Tông truy tặng ông làm Thái phó Vinh quốc công.
Em cùng mẹ với ông là Trịnh Khắc Phục cũng là đại thần nhà Hậu Lê, được ban họ vua nên thường được biết tới với tên là Lê Khắc Phục. Trịnh Khắc Phục là Tư khấu vào cuối những năm 1440 và bị Thái hậu Nguyễn Thị Anh giết oan cùng con trai ông và bố con Thái úy Trịnh Khả.

## Nhận định
Năm Đinh Mùi (1427), sau khi ban cho Lưu Nhân Chú chức Nhập nội kiểm hiệu, Bình chương quốc quân trọng sự, nhà vua lại ban bài chế văn cho Lưu Nhân Chú:
| “                                               | Xét...Lê Nhân Chú đấy: Tài năng như cây tùng cây bách; chất người như ngọc phan, ngọc dư. Thấy nước nhà trong con hoạn nạn; nghĩ nghiệp vua không thể thiên an. Núi Linh sơn đói khổ mấy tuần, người hằng lo lắng; xứ Ai Lao muôn phần vất vả, người chẳng tiếc thân. Cứu nguy phù suy, giành lại cơ đồ trong những ngày cháo rau cơm hẩm; trừ hung dẹp bạo, quét thanh trời đất khỏi tai ương ngựa sắt gươm vàng. Trận đánh ở Bồ Đằng, Khả Lưu như trúc chẻ tro bay; trận đánh ở Xương Giang, Chí Lăng như băng tan, ngói lở. Giúp nên nghiệp lớn, càng rõ công to sáng nghiệp là khó khăn, người đã lấy võ công mà dẹp nạn, thủ thành không phải dễ, nước cần có hiền tài để giúp phò. Vậy cho ngươi đứng đầu hàng võ trong triều kiêm coi chính sự nhà nước. | ” |
| — Đại Việt thông sử, Nhân vật chí, Lưu Nhân Chú | |   |

## Ghi nhớ công ơn

Lễ hội Núi Văn-Núi Võ

- Lưu Nhân Chú được lập đền thờ tại Núi Văn nằm trên địa phận xã Văn Yên huyện Đại Từ, tỉnh Thái Nguyên. Lễ hội đền được tổ chức vào ngày 04/01 âm lịch hàng năm. Hiện quần thể di tích Núi Văn-Núi Võ đã được xếp hạng Di tích Quốc gia và được đầu tư để xây dựng các công trình như Đền thờ Tướng quân Lưu Nhân Chú, nhà tưởng niệm, khuôn viên cây xanh, trạm nghỉ cho khách thập phương...
- Tên của ông được đặt tên cho một ngôi trường cấp 3 ở Xóm Duyên, xã Ký Phú, huyện Đại Từ, tỉnh Thái Nguyên, trường THPT Lưu Nhân Chú.[15]
- Để ghi nhớ công ơn của Lưu Nhân Chú, tên ông đã được đặt tên cho các đường phố ở Thành phố Thái Nguyên và Sóc Sơn, Hà Nội, Bắc Giang, Đà Nẵng, Thành phố Hồ Chí Minh.
- Đài truyền hình Thái Nguyên sản xuất bộ phim "Tể tướng Lưu Nhân Chú" năm 2015 [16]